# Roger Ramis
Pour les articles homonymes, voir Ramis.
Pas d'image ? Cliquez ici

a Compétitions nationales et continentales officielles uniquement.

b Matchs officiels uniquement.
Roger Ramis, né le 29 mars 1902 à Perpignan (France) et mort le 16 novembre 1985 dans la même ville, est un joueur international français de rugby à XV ayant occupé le poste de trois-quarts aile, puis centre, au sein du club de l'Union sportive perpignanaise de 1919 à 1933 puis à l'USA Perpignan de 1933 à 1934, année où il décide de passer au XIII pour entraîner le XIII Catalan.
Il est le capitaine de l'équipe durant les phases finales de 1924 à 1926. Il travaille à la Chambre de Commerce de Perpignan.
Un stade de Perpignan porte toujours son nom.

## Biographie

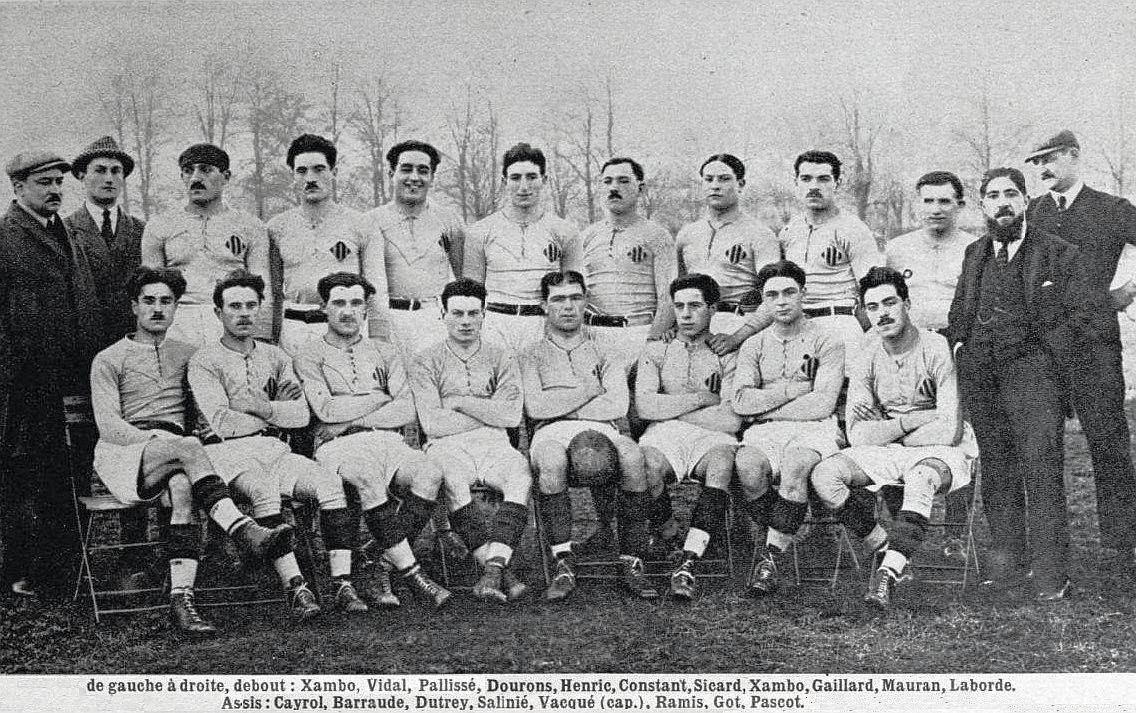
L'équipe de l'US Perpignan en mars 1921. Roger Ramis est le septième assis en partant de la gauche.

## Statistiques

### En club en rugby à XIII
| Saison    | Saison       | Championnat           | Championnat | Championnat | Championnat | Championnat | Championnat | Championnat | Coupe           | Coupe     | Coupe | Coupe | Coupe | Coupe | Coupe |
| Saison    | Saison       | Comp.                 | Class.      | M           | Pts         | Ess.        | Buts        | Dp.         | Comp.           | Class.    | M     | Pts   | Ess.  | Buts  | Dp.   |
| --------- | ------------ | --------------------- | ----------- | ----------- | ----------- | ----------- | ----------- | ----------- | --------------- | --------- | ----- | ----- | ----- | ----- | ----- |
| 1934-1935 | XIII catalan | Championnat de France | 6e          | ?           | -           | -           | -           | -           | Coupe de France | Finaliste | ?     | -     | -     | -     | -     |

### En équipe nationale
- 3 sélections en équipe de France, en 1922 et 1923.

## Palmarès

### Rugby à XV
- Vainqueur du Championnat de France en 1921 et 1925 avec l'US Perpignan.
- Finaliste du Championnat de France en 1924 et 1926 avec l'US Perpignan.

### Rugby à XIII
- Finaliste de la Coupe de France en 1935 avec le XIII catalan.